# Tremors 4 - Agli inizi della leggenda
Tremors 4 - Agli inizi della leggenda (Tremors 4: The Legend Begins in lingua originale) è un film del 2004, scritto e diretto dal regista Steven Seth Wilson e pubblicato direttamente per il mercato home video. È il quarto della serie di film di Tremors e costituisce un antefatto dei primi tre capitoli della serie.

## Trama
Rejection, Nevada, anno 1889. Una miniera di argento è costretta a chiudere in seguito alla morte di alcuni minatori che, secondo l'unico testimone Juan Pedilla, è opera di misteriose creature. I cittadini dunque evacuano in pochi giorni, tranne i Chang, una famiglia di orientali appena trasferitasi, e Juan insieme ai suoi cari. Si presenta allora un ricco uomo d'affari, Hiram Gummer (l'avo di Burt Gummer), che è deciso a riaprire la miniera per risolvere il problema. Con un gruppo di volontari e Juan, Hiram si inoltra nella miniera per capire che cosa ha causato la carneficina dei minatori, senza però trovare alcun indizio. Di notte tuttavia dei mostri simili a vermi, lunghi circa un metro, uccidono tutti i presenti, tranne Hiram e Juan. I due, intuendo che i vermi sono attirati dalle vibrazioni terrene, riescono a fuggire sani e salvi su una collina rocciosa, che i mostri non possono perforare.
Il giorno dopo, Hiram richiede un abile pistolero per sterminare i vermi mostruosi, che i Chang chiamano "Dragoni delle viscere". Si presenta dunque mister Black Hand Kelly, un vecchio pistolero che, partendo insieme a Hiram e Juan, inizia la caccia ai mostri. Per strada il trio trova degli strani gusci, ipotizzando che possa trattarsi delle uova dei mostri, e più avanti una lunga pelle simile a quella della muta dei serpenti. Di notte i protagonisti si rifugiano in un capannone, ma un verme, più grande di quanto se lo ricordino Hiram e Juan, attacca il gruppo e Kelly viene divorato vivo. I due superstiti, usando un telegrafo, riescono a chiedere soccorso da Rejection e riescono a fuggire dal mostro.
Hiram Gummer, segretamente terrorizzato dalle creature, lascia Juan e i pochi rimasti senza speranze. Si rende però conto che tutti i Graboid si dirigevano verso la città. Raccogliendo coraggio, torna quindi dai suoi amici di Rejection pesantemente armato, addirittura con un piccolo cannone da guerra, avendo venduto le poche cose in suo possesso tra cui ricordi di famiglia. Dopo una lunga e dura battaglia, i pochi cittadini riescono a sconfiggere tutti i mostri, e possono finalmente riaprire la miniera. Per festeggiare l'accaduto, Gummer - deciso a restare - ribattezza la città con il nome di Perfection e di mantenere il segreto sulla vicenda in modo che in futuro la città non venga abbandonata.
Il film termina con Gummer che sposa la locandiera Christine Lord con la quale scopre la passione per le armi, tradizione che verrà portata avanti fino a Burt Gummer.